# 突尼斯-古萊特-港口铁路

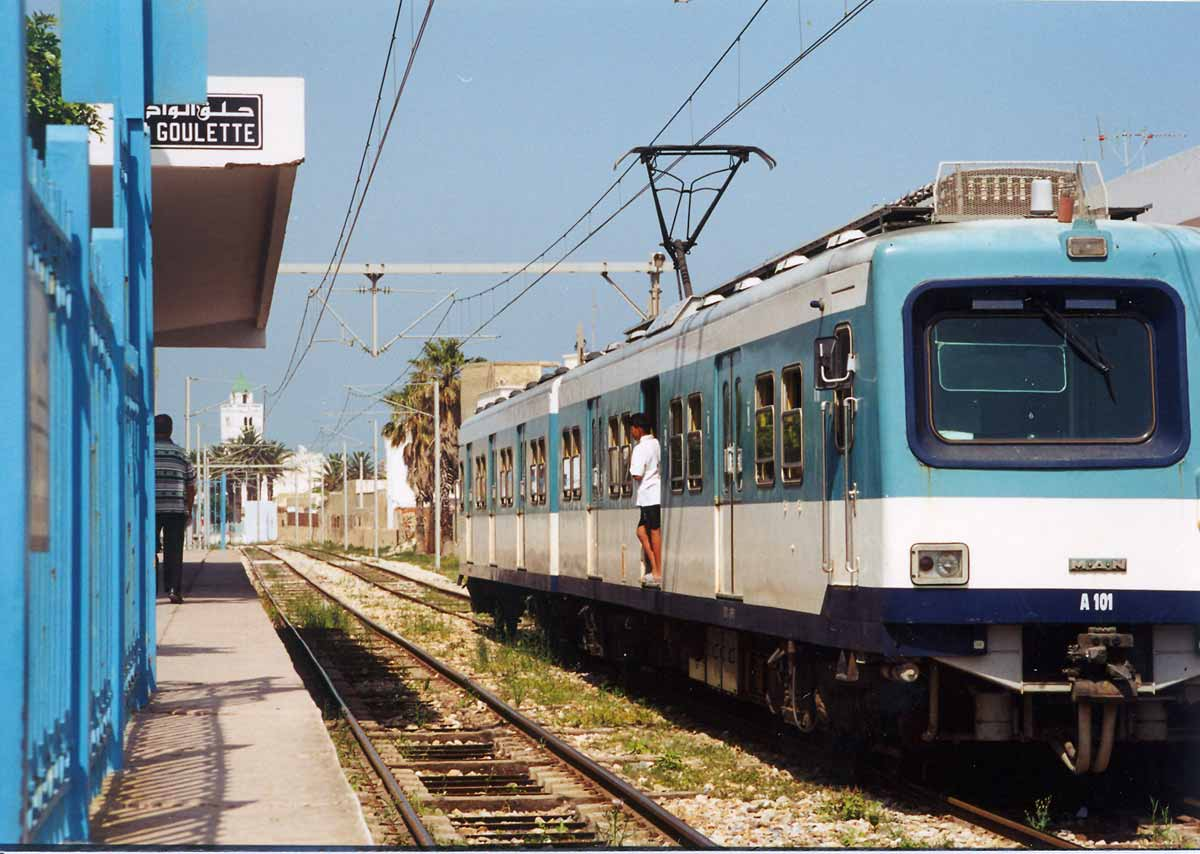
古莱特车站附近

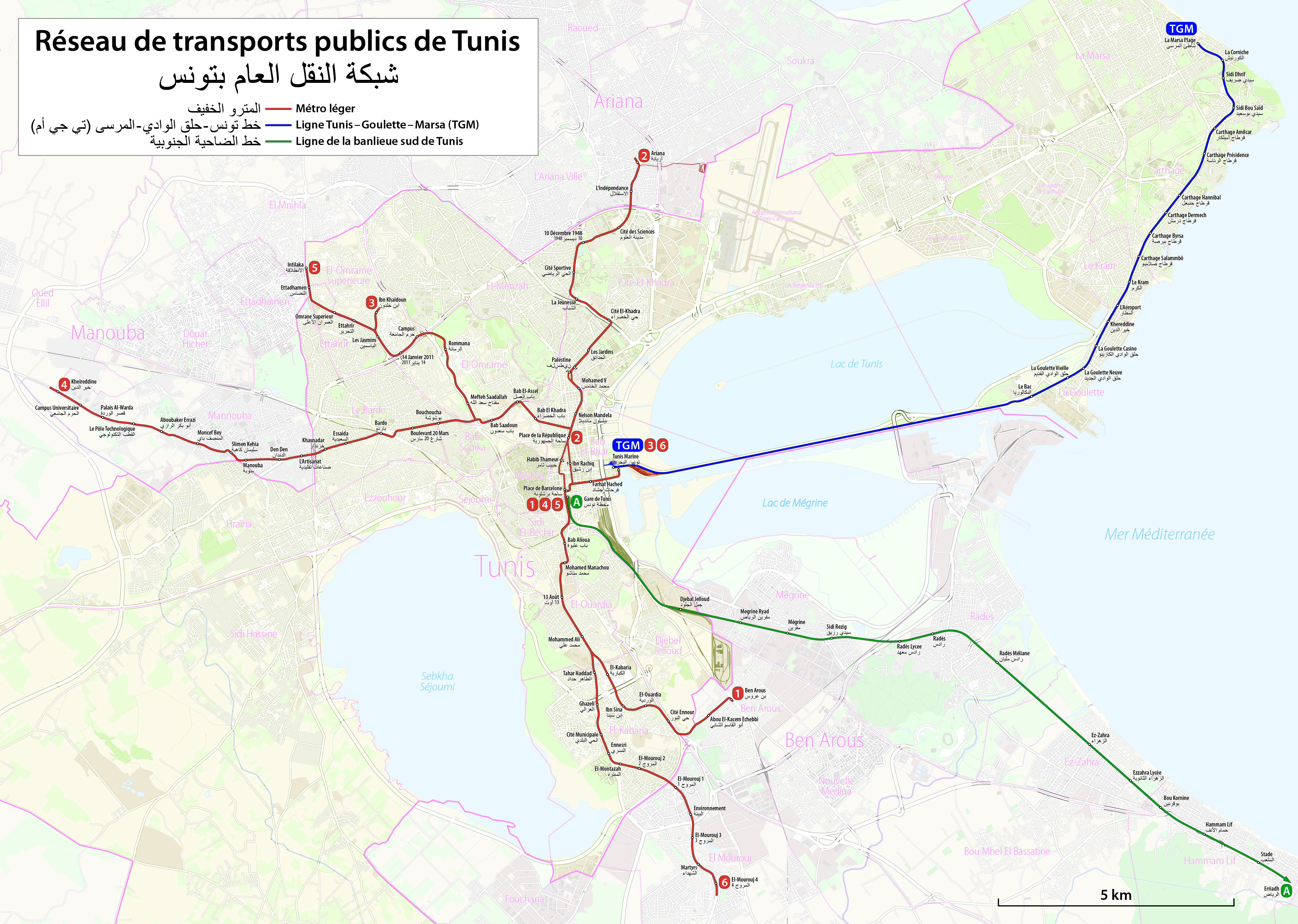
藍線為突尼西亞-古萊特-港口鐵路

TGM，全名為突尼斯-古萊特-港口铁路（英語：Tunis-Goulette-Marsa）是一條位於突尼斯的市郊铁路，鐵路使用标准軌距。全長19公里，設18座車站。

## 概述
TGM是突尼西亞的第一条鐵路，由英国建造，於1872年開始营运，原有南、北兩線，由於運營成績不佳，鐵路1880年轉讓給義大利公司。在1905年法属突尼斯接管該路線，此後路線才改名為TGM，並在1908年完成電氣化。
1958年突尼斯公共交通國有化後，國家運輸公司於1963年成立並接管了TGM的運營。1965年北線被拆除，南線則通過突尼斯湖中央的堤壩跨越突尼斯湖，而不是原先讓型湖畔南側的路線。
1981年為承擔突尼斯輕軌建設而成立突尼斯輕軌公司，同時接管了TGM。1989年12月，架空電纜取代了在突尼斯市區外使用的第三軌供電，電壓自600升至750伏。2003年，突尼斯運輸公司(STT)成立並接管了該線路和的突尼斯輕軌運營。

## 車站
| 法文名稱            | 中文名稱       |
| ------------------- | -------------- |
| Tunis Marine        | 海滨           |
| Le Bac              | 托盤           |
| La Goulette         | 拉古萊特       |
| La Goulette Neuve   | 新拉古萊特     |
| La Goulette Casino  | 拉古萊特賭場   |
| Khereddine          | 克雷迪恩       |
| Aéroport            | 機場           |
| Le Kram             | 樂克拉姆       |
| Carthage Salammbô   | 迦太基薩朗波   |
| Carthage Byrsa      | 迦太基柏萨     |
| Carthage Dermech    | 迦太基德梅赫   |
| Carthage Hannibal   | 迦太基漢尼拔   |
| Carthage Présidence | 迦太基宮       |
| Carthage Amilcar    | 迦太基阿米爾卡 |
| Sidi Bou Saïd       | 蓝白小镇       |
| Sidi Dhrif          |                |
| La Corniche         |                |
| Marsa Plage         | 马沙海滩       |

## 備註
1. ↑  實際上距離突尼斯-迦太基國際機場數公里遠，不提供機場接駁服務。